# Faraján
 Faraján  est une commune de la province de Malaga dans la communauté autonome d'Andalousie en Espagne.

## Démographie
| 1991 | 1996 | 2001 | 2004 | 2009 | 2012 |
| ---- | ---- | ---- | ---- | ---- | ---- |
| 314  | 310  | 287  | 253  | 275  | 287  |